# Paul Nemenyi
Paul Felix Nemenyi (en hongarès: Neményi Pál; 5 de juny de 1895 – 1 de març de 1952) va ser un matemàtic i físic hongarès especialitzat en mecànica de continus. Era conegut per utilitzar el que va anomenar l'enfocament invers o semi-invers, que aplicava l'anàlisi de camps vectorials, per obtenir nombroses solucions exactes de les equacions no lineals de la dinàmica de gasos, moltes d'elles representant fluxos rotacionals d'energia total no uniforme. El seu treball va aplicar solucions geomètriques a la dinàmica de fluids. En mecànica de continus, el "teorema de Nemenyi" demostra que, donada qualsevol xarxa de corbes isotèrmiques, existeix una família de cinc paràmetres de sistemes d'esforços plans per als quals aquestes corbes són trajectòries de tensió.
La teoria de cinc constants de Nemenyi per a la determinació de trajectòries d'esforç en sistemes elàstics plans, va ser provada per matemàtics posteriors.
Va ser el pare de l'estadístic Peter Nemenyi i el probable pare del campió mundial d'escacs Bobby Fischer.

## Biografia

### Família
Neményi va néixer en una família benestant hongaresa-jueva el 5 de juny de 1895 a Fiume (Rijeka) al Regne d'Hongria. El seu avi era Zsigmond Neményi. El seu pare Dezső Neményi va ser un dels directors de la refineria de Rijeka (ara INA d.d.). Nemenyi va cursar l'escola primària i secundària a Fiume (Rijeka). Es va graduar a l'escola secundària a Budapest. L'oncle de Nemenyi era el doctor Ambrus Neményi, nascut a Pécel, c. 20 km a l'est de Budapest. La família es deia Neumann fins a l'any 1871 quan van magiaritzar el cognom a Neményi. La tia de Paul Nemenyi era Berta Koppély (els pares de la qual eren Adolf Koppély (1809-1883) i Rózsa von Hatvany-Deutsch). La col·lecció d'art de la seva família incloïa obres de Klimt, Kandinsky i Matisse.
En aquell moment, Hongria estava produint una generació de genis de les ciències exactes, que serien coneguts col·lectivament com a marcians, que incloïa Theodore von Kármán (n. 1881), George de Hevesy (n. 1885), Leó Szilárd (n. n. 1898), Dennis Gabor (n. 1900), Eugene Wigner (n. 1902), John von Neumann (n. 1903), Edward Teller (n. 1908) i Paul Erdős (n. 1913).

### Carrera matemàtica
Un nen prodigi de les matemàtiques, als 17 anys, Nemenyi va guanyar el concurs nacional de matemàtiques hongarès. Nemenyi va obtenir el seu doctorat en matemàtiques a Berlín el 1922 i va ser nomenat professor de dinàmica de fluids a la Universitat Tècnica de Berlín. A principis de la dècada de 1930, va publicar un llibre de text sobre mecànica matemàtica que es va convertir en lectura obligatòria a les universitats alemanyes. Desposseït de la seva posició quan els nazis van arribar al poder, també va haver d'abandonar Hongria, on s'havien promulgat lleis antisemites, i va trobar feina durant un temps a Copenhaguen.
Va arribar als EUA amb l'esclat de la Segona Guerra Mundial. Va ocupar breument una sèrie de càrrecs docents i va participar en la investigació hidràulica a la Universitat Estatal d'Iowa. El 1941 va ser nomenat instructor a la Universitat de Colorado (altres fonts afirmen la Universitat Estatal de Colorado), i el 1944 a l'State College of Washington.
A Alemanya, Nemenyi pertanyia a un partit socialista anomenat ISK, que creia que la veritat es podia arribar a través dels principis socràtics neokantians. Era un defensor dels drets dels animals i es va negar a portar qualsevol cosa feta de llana. El 1930, Nemenyi va confiar al seu primer fill de 3 anys, Peter Nemenyi, que fos cuidat per la comunitat vegetariana socialista, visitant-lo un cop l'any.
Theodore von Kármán va escriure sobre Nemenyi: "Quan va arribar a aquest país, va anar a reunions científiques amb una camisa oberta sense corbata i es va sentir molt decebut perquè li vaig aconsellar que es vestís com qualsevol altre. Em va dir que pensava que aquest era un país de llibertat, i l'home només és jutjat segons els seus valors interns i no pel seu aspecte exterior."
El 1947 Nemenyi va ser nomenat físic al Naval Ordnance Laboratory, White Oak, Maryland. Va ser cap de la Secció de Mecànica Teòrica del laboratori i una de les principals autoritats del país en elasticitat i dinàmica de fluids. Al Laboratori d'Investigació de la Marina dels EUA, Nemenyi es va convertir en mentor de Jerald Ericksen, i allà va posar Ericksen a treballar en l'estudi de les campanes d'aigua.
Nemenyi va ser pioner en el que va anomenar l'enfocament invers o semi-invers, que aplicava l'anàlisi de camps vectorials, per obtenir nombroses solucions exactes de les equacions no lineals de la dinàmica de gasos, moltes d'elles representant fluxos rotacionals d'energia total no uniforme. En mecànica de continus, el "teorema de Nemenyi" demostra que, donada qualsevol xarxa de corbes isotèrmiques, existeix una família de cinc paràmetres de sistemes d'esforços plans per als quals aquestes corbes són trajectòries de tensió.
En la seva exposició, Els principals conceptes i idees de la dinàmica de fluids en el seu desenvolupament històric, Nemenyi va ser molt crític amb la comprensió inadequada d'Isaac Newton de la dinàmica de fluids. I. Bernard Cohen argumenta que Nemenyi no presta prou atenció als experiments empírics de Newton. No obstant això, Cohen assenyala que Nemenyi proporciona les "anàlisis més exhaustives i incisives en impressió del treball de Newton sobre fluids, escrites per un mestre evident de la ciència. Per exemple, Nemenyi és l'únic autor que he trobat que ha demostrat la debilitat de la "prova" de Newton al final del llibre 2, que els vòrtex contradiuen les lleis de l'astronomia.
El coneixement científic de Nemenyi es va estendre molt més enllà dels temes de les seves investigacions. S'ha descrit que té "interessos i erudició extremadament versàtils". L'interès i la capacitat de Nemenyi van abastar diversos camps no científics. Va col·leccionar art infantil i, de vegades, en feia conferències. El 1951, va publicar una crítica de tota l'Encyclopædia Britannica, i va suggerir millores per a seccions tan diverses com la psicologia i la psicoanàlisi.
Nemenyi també estava profundament interessat en la filosofia de les matemàtiques i l'educació matemàtica. Va traduir l'Anschauliche Geometrie de David Hilbert i Stefan Cohn-Vossen a l'anglès, donant-li el títol de Geometry and the Imagination. Clifford Truesdell escriu que va ser Nemenyi qui primer li va ensenyar "que la mecànica era quelcom profund i bonic, més enllà del coneixement de les escoles de "matemàtiques aplicades" i "mecànica aplicada"".
Paul Nemenyi va morir l'1 de març de 1952, als 56 anys. Li va sobreviure oficialment un fill: Peter Nemenyi, aleshores estudiant de matemàtiques a la Universitat de Princeton.

## Suposada paternitat de Bobby Fischer
L'any 2002, Nemenyi va ser identificat com el probable pare biològic del campió mundial d'escacs Bobby Fischer, en lloc de l'home mencionat en el certificat de naixement de Fischer. El 2009 es van informar detalls addicionals sobre la seva relació.

## Llista de publicacions seleccionades
- Ludin, Adolf. Die nordischen Wasserkräfte: Ausbau und wirtschaftliche Ausnutzung.  Berlín: Julius Springer, 1930.
- Nemenyi, Paul. Wasserbauliche Strömungslehre.  Barth Verlag, 1933.
- Nemenyi, Paul; Netser, Bennie N. Proceedings of the American Society of Civil Engineers, 66, 1940, pàg. 967–979.
- Nemenyi, Paul; Prim, R. Journal of Mathematics and Physics, 27, 2, 1948, pàg. 130–135. DOI: 10.1002/sapm1948271130.
- Nemenyi, Paul Archive for History of Exact Sciences, 2, 1962, pàg. 52–86. DOI: 10.1007/BF00325161. Posthumous publication, edited by Clifford Truesdell.

## Obituaris
- Science, 29 d'agost de 1952, Vol. 116. no. 3009, pàg. 215–216
- Journal of the Washington Academy of Sciences 1953, 43, pp. 62–63 (Clifford Truesdell va escriure aquest obituari i l'anterior, de Science, i són pràcticament idèntics).